# Luleč
Luleč là một làng thuộc huyện Vyškov, vùng Jihomoravský, Cộng hòa Séc.